# Chalcides sphenopsiformis
Chalcides sphenopsiformis là một loài thằn lằn trong họ Scincidae. Loài này được Duméril mô tả khoa học đầu tiên năm 1856.